# Federico Macheda
Federico »Kiko« Macheda, italijanski nogometaš, * 22. avgust 1991, Rim, Italija.
Macheda je nogometni napadalec, od leta 2023 igra za APOEL.

## Kariera
Macheda je nogomet začel trenirati v rimskem mestnem klubu  Lazio. V Italiji zakonodaja prepoveduje športnikom, mlajšim od 18 let podpisovanje pogodb, tako da Federico s klubom ni bil pogodbeno vezan. Kmalu po 16. rojstnem dnevu je tako prestopil v angleški klub Manchester United, kjer zakonodaja dovoljuje igralcem, starejšim od 16 let sklepanje pogodb. Skupaj z njim se je takrat v Anglijo preselila tudi družina, uradno pa je Federico začel trenirati v Manchestru 16. septembra 2007. Takrat je dobil tudi triletno štipendijo v klubski akademiji za mlade talente. 
Takoj je dobil mesto v ekipi Manchester Uniteda do 18 let in že na prvi tekmi 15. septembra 2007 zadel za zmago Manchester Uniteda na gostovanju proti mladinski vrsti kluba Barnsley. Prvo sezono je že zaključil kot najboljši strelec ekipe do 18 let. Na 21. tekmah je dosegel 12 zadetkov. 26. februarja 2008 je že nastopil za rezervno ekipo Manchester Uniteda, ko je v 68. minuti zamenjal Gerarda Piquéja. United je takrat proti Liverpoolu izgubil z 2:0. 12. maja 2008 je Macheda s klubom osvojil medaljo Manchester Senior Cupa, ko je v finalu proti Bolton Wanderersom vstopil v igro kot zamenjava.
Macheda je z Unitedom prvo profesionalno pogodbo podpisal ob svojem 17. rojstnem dnevu, avgusta 2008. V sezoni 2008–09 season je nadaljeval z igranjem za mladinsko ekipo, nekajkrat pa je nastopil tudi za rezervno. Proti koncu sezone je zaigral na kar nekaj tekmah v končnici lige za rezervno vrsto in na osmih tekmah dosegel osem golov. Na tekmi proti Newcastle Unitedu 30. marca 2009 je dosegel celo hat-trick. Nagrajen je bil z vpoklicom v prvo ekipo, kjer je 5. aprila 2009 kot rezervni igralec na klopi začel tekmo proti Aston Villi. Po vodstvu Aston Ville z 2:1 je Alex Ferguson v 61. minuti v igro namesto Nanija poslal Machedo. Cristiano Ronaldo je nato v 80. minuti rezultat izenačil, Federico Macheda pa je na svoji prvi tekmi za prvo ekipo v drugi minuti sodnikovega podaljška zadel svoj prvi gol in s tem Manchestru priboril zmago.

## Statistika
| Klub              | Sezona  | Liga    | Liga | Pokal   | Pokal | Ligaški pokal | Ligaški pokal | UEFA    | UEFA | Ostalo  | Ostalo | Skupaj  | Skupaj |
| Klub              | Sezona  | Nastopi | Goli | Nastopi | Goli  | Nastopi       | Goli          | Nastopi | Goli | Nastopi | Goli   | Nastopi | Goli   |
| ----------------- | ------- | ------- | ---- | ------- | ----- | ------------- | ------------- | ------- | ---- | ------- | ------ | ------- | ------ |
| Manchester United | 2008–09 | 2       | 2    | 1       | 0     | 0             | 0             | 0       | 0    | 0       | 0      | 3       | 2      |